# 鍛冶屋谷山
鍛冶屋谷山（かじやだにやま）は、徳島県海部郡牟岐町にある山である。標高353.2m。

## 地理
牟岐町の南東部に位置する山で、海岸に沿って幅1km、長さ4kmに渡って東西に延びる長細い山地の西端近くにある。
南斜面はウバメガシが優占し、クロマツ・トベラ・ハマヒサカキ・タブノキなど海岸植生を示す。北斜面はモミ・ツガがまばらに混生する。南麓を南阿波サンラインが通じる。